# Cantón de Saint-Chély-d'Aubrac
El cantón de Saint-Chély-d'Aubrac era una división administrativa francesa, que estaba situada en el departamento de Aveyron y la región de Mediodía-Pirineos.

## Composición
El cantón estaba formado por dos comunas:
- Condom-d'Aubrac
- Saint-Chély-d'Aubrac

## Supresión del cantón de Saint-Chély-d'Aubrac
En aplicación del Decreto nº 2014-205 de 21 de febrero de 2014, el cantón de Saint-Chély-d'Aubrac fue suprimido el 22 de marzo de 2015 y sus 2 comunas pasaron a formar parte del nuevo cantón de Aubrac y Carladez.